# Konji (album)
Konji sedmi je studijski album bosanskohercegovačkog heavy metal i hard rock sastava Divlje jagode, koji izlazi 1988., a objavljuje ga diskografska kuća Jugoton.

## Popis pjesama
| Br. | Skladba                            | Tekstopisac        | Skladatelj    | Trajanje |
| --- | ---------------------------------- | ------------------ | ------------- | -------- |
| 1.  | »Konji«                            | Slobodan Đurasović | Sead Lipovača | 5:46     |
| 2.  | »Ne brini sestro večeras sam tvoj« | Sead Lipovača      | Sead Lipovača | 3:41     |
| 3.  | »Zauvijek tvoj«                    | Mladen Vojičić     | Sead Lipovača | 4:40     |
| 4.  | »Turski marš«                      |                    | W. A. Mozart  | 6:03     |
| 5.  | »Zaboravi«                         | Slobodan Đurasović | Sead Lipovača | 3:41     |
| 6.  | »I want your love«                 | Sead Lipovača      | Sead Lipovača | 3:20     |
| 7.  | »Osjećam, gola si ispod haljine«   | Slobodan Đurasović | Sead Lipovača | 4:25     |
| 8.  | »London«                           | Slobodan Đurasović | Sead Lipovača | 3:50     |
| 9.  | »Divlje jagode«                    | Sead Lipovača      | Sead Lipovača | 5:06     |

## Izvođači
- Sead Lipovača - gitare
- Mladen Vojičić "Tifa" - vokal
- Zlatan Čehić - bas
- Edin Šehović - bubnjevi
- Vladimir Podany - klavijature